# Lescuraea imperfecta
Lescuraea imperfecta là một loài Rêu trong họ Leskeaceae. Loài này được Müll. Hal. & Kindb. mô tả khoa học đầu tiên năm 1892.